# Sâniacob, Mureș

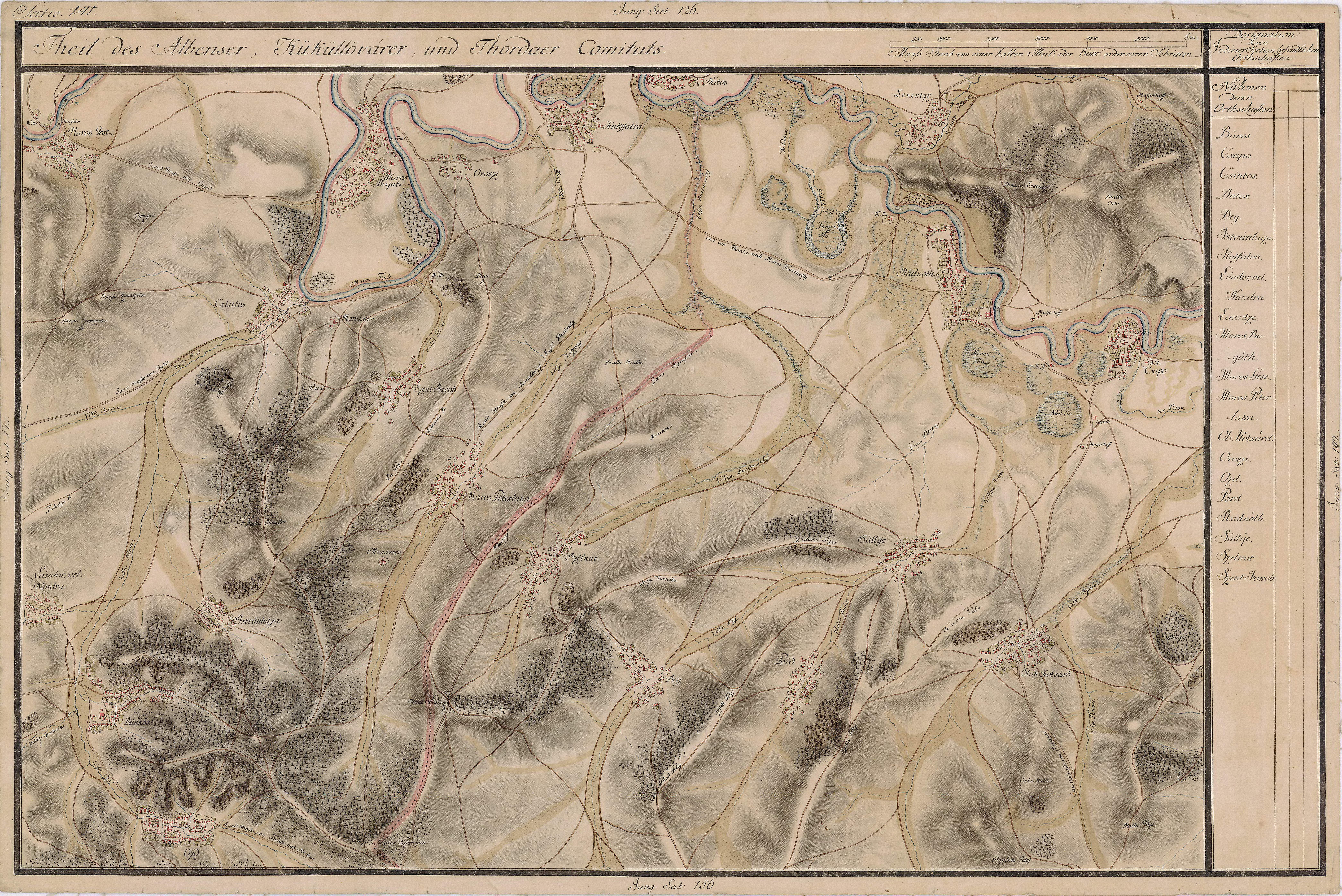
Sâniacob în Harta Iosefină a Transilvaniei, 1769-1773

Sâniacob (în maghiară Marosszentjakab) este un sat în comuna Ațintiș din județul Mureș, Transilvania, România.
Prima atestare documentară a satului este din 1381.

## Populație
Conform Recensământului din anul 2022 populația localității era de 23 locuitori în scădere față de datele de la ultimul recensământ când populația localității era de 28 locuitori. 
1. ↑  Coriolan Suciu (1968). „Dicționar istoric al localităților din Transilvania (literele O-Z)” (PDF). Accesat în 14 Martie 2024. Verificați datele pentru: |access-date= (ajutor)